# Reid
Reid Ausztrália fővárosának, Canberrának az egyik városrésze North Canberra kerületben.

## Neve
A városrészt Ausztrália negyedik miniszterelnökéről, Sir George Reidről nevezték el. A városrész utcáit ausztrál őslakosok szavairól nevezték el.

## Földrajza

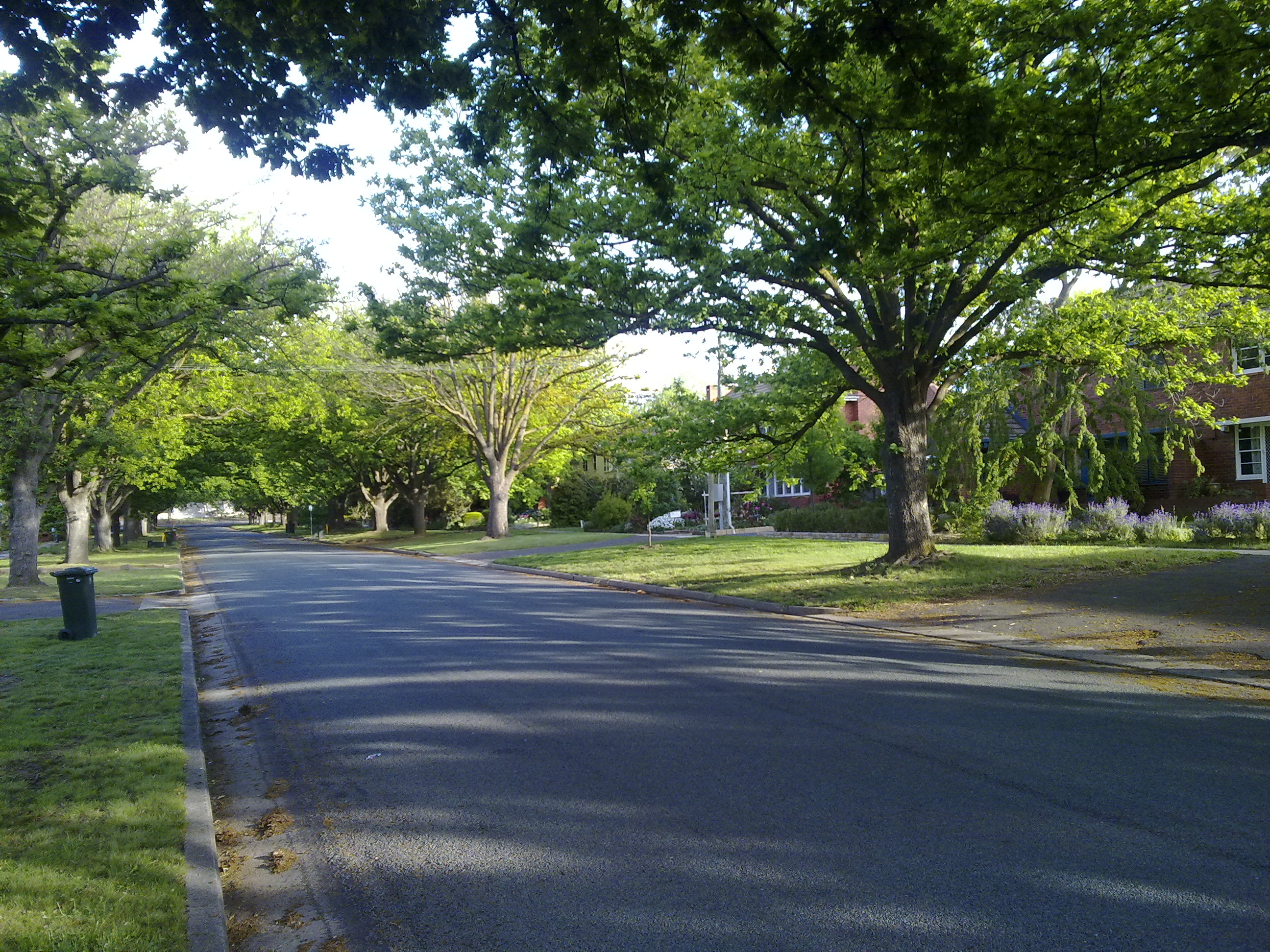
Booroondara Street (Reid) látképe kelet felől az, ANZAC Park nyugati részéről

A Canberra-képződmény mészköves kőzetei húzódnak meg a harmadidőszaki üledékrétegek alatt. A mészkőszikla eredeti neve Canberra mészkősíkság volt. Terc időszakból származó folyami hordalékok találhatóak az ANZAC Parade sugárút környékén, melyet még a Molonglo-folyó korábban ezen a helyen lévő vízfolyása rakott itt le.
A legközelebbi külvárosok Reidhez: Braddon, Ainslie,  Campbell, Parkes. Reid, North Canberra kerület déli részén helyezkedik el. A városrész mindössze 2 kilométeren belül fekszik a főváros központjától. 

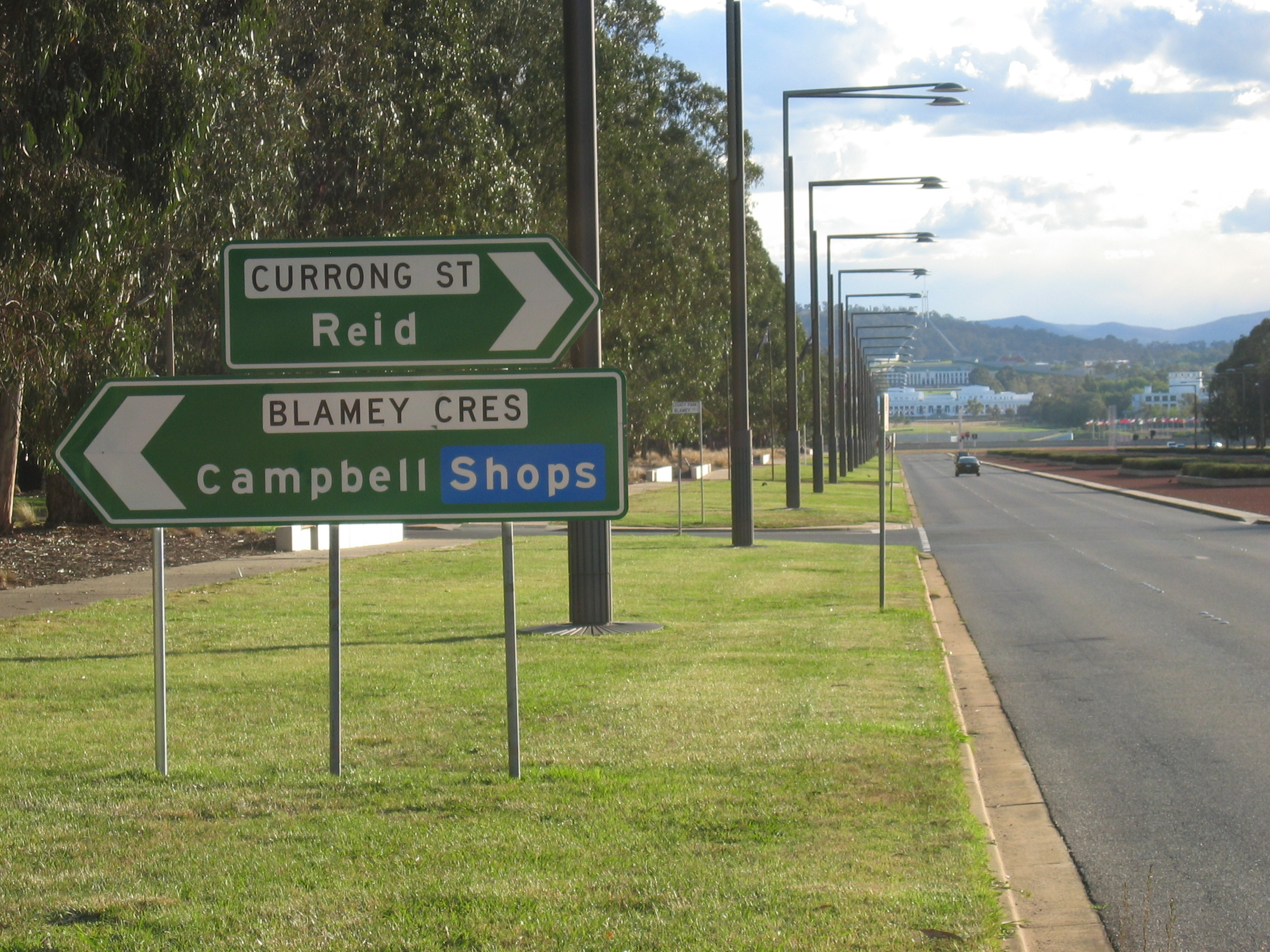
Az ANZAC Parade sugárút

Reid és Campbell városrészét elválasztja az ANZAC Parade sugárút, ahol katonai parádékat szoktak tartani, mivel a sugárút mentén számos katonai emlékmű sorakozik. A sugárút Canberra eredetileg is tervezett városszerkezete alapján egyfajta ceremoniális tengelye a fővárosnak, ahol a különféle utcai rendezvényeket le lehet bonyolítani. A sugárút a Burley Griffin-tó-tól az Ausztrál Háborús Emlékműig tart.

## Fontosabb helyek

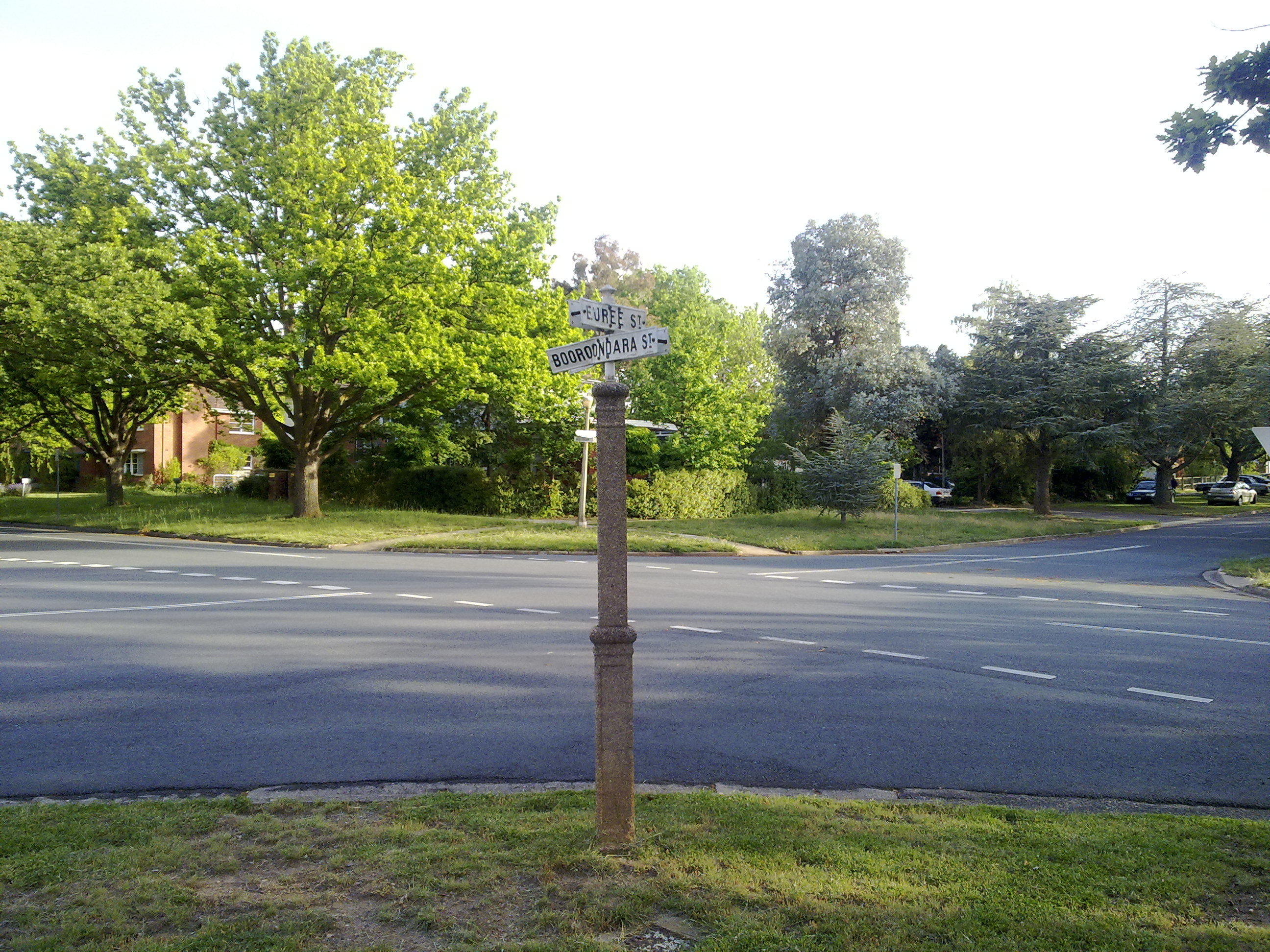
Az Euree és a Booroondara Street kereszteződése Reid-ben

A városrészben található a főváros legrégebbi temploma, a Keresztelő Szent János-templom (St John the Baptist Church), valamint a Canberrai Technológiai Intézet (Canberra Institute of Technology).
Reid az egyike a főváros legrégebben épült részeinek. A városrész több pontja városképi védelem alatt áll.

## Fordítás
Ez a szócikk részben vagy egészben  a   Reid, Australian Capital Territory című angol Wikipédia-szócikk ezen változatának fordításán alapul.  Az eredeti cikk szerkesztőit annak laptörténete sorolja fel. Ez a jelzés csupán a megfogalmazás eredetét és a szerzői jogokat jelzi, nem szolgál a cikkben szereplő információk forrásmegjelöléseként.